# Al-babi csata
Az al-babi csata a 2016. november 6-án kezdett offenzívára utal, melyet egymástól függetlenül, néha összecsapva is folytatott a Szabad Szíriai Hadsereg és a Török Fegyveres Erők, valamint a Szíriai Demokratikus Erők, egyaránt az Iszlám Állam nevű terrorszervezet ellen.